# Corus Entertainment
Corus Entertainment Inc. ist ein großes Medienunternehmen mit Sitz in Toronto, Ontario, Kanada. Das Unternehmen betreibt mehrere Fernseh- und Radiosender, produziert Hörfunk und Fernsehsendungen und verlegt Bücher für Kinder. Daneben betreibt das Unternehmen einen Verlag und beschäftigt rund 2000 Mitarbeiter. Das Unternehmen ist an den Börsen in Toronto und New York gezeichnet.

## Geschichte
Das Unternehmen ging aus dem Telekommunikationsunternehmen Shaw Communications hervor und wurde von J. R. Shaw gegründet. 1999 wurde Corus Entertainment aus Shaw Communications ausgegliedert und an die Börse gebracht.
Im Januar 2016 wurde der frühere Mutterkonzern Shaw Communications durch Übernahme vollständig in Corus Entertainment eingegliedert, zahlreiche Subunternehmungen tragen jetzt den Namen Corus, z. B. Global News, ein Internet- und TV-Nachrichtenportal.

## Unternehmensteile

### Fernsehnetzwerk
Corus Entertainment gehören Fernsehsender wie YTV, Treehouse TV, W Network, Movie Central, CMT, Teletoon, Encore Avenue, Nelvana, Nickelodeon Kanada.

### Radiosender
Corus Entertainment betreibt rund 50 Radiosender in ganz Kanada. Einige davon befinden sich u. a. in Toronto, Winnipeg, Edmonton sowie Vancouver. Corus Entertainment ist zu 100 % Eigentümer dieser Radiosender. Somit ist Corus Entertainment der viertgrößte Radiobetreiber nach Astral Media, Newcap Broadcasting und Rogers Media.

### Nelvana
Corus Entertainment übernahm das 1971 gegründete Unternehmen Nelvana. Nelvana ist einer der weltweit führenden internationalen Produzenten und Vermarkter von animierten Kindersendungen. Nelvana entwickelt, produziert und vermarktet die Zeichentrickserien. Des Weiteren gehören die produzierten Kindersendungen zum Portfolio des Corus Kids Television Entertainment. Das Nelvana-Studio betreibt ein digitales Animations-Produktionsstudio in Toronto. Nelvana verfügt über 4000 fertig erstellte, animierte Kindersendungen, so z. B. Babar, Franklin, Rolie Polie Olie und Berenstain Bears. Nelvanas animierte Kindersendungen werden in über 150 Ländern ausgestrahlt und gewannen über 70 große internationale Auszeichnungen inklusive Emmys und Gemini-Auszeichnungen.

### Kids Can Press
Kids Can Press ist der größte kanadische Verlag, der speziell Bücher für Kinder veröffentlicht. Als großer Erfolg gilt das Buch Franklin the Turtle, das über 60 Millionen Mal in 30 Sprachen produziert wurde.